# Euphthiracarus punctulatus
Euphthiracarus punctulatus är en kvalsterart som beskrevs av Arthur P. Jacot 1930. Euphthiracarus punctulatus ingår i släktet Euphthiracarus och familjen Euphthiracaridae. Inga underarter finns listade i Catalogue of Life.